# Mesolia oraculella
Mesolia oraculella là một loài bướm đêm trong họ Crambidae.